# Luc Missidimbazi
Luc Jean Servais Missidimbazi Banzouzi, né à Brazzaville, est un homme d'affaires et ingénieur des télécommunications congolais. Il occupe la fonction de conseiller, chef de département Postes, Telecom et Numérique auprès du Premier ministre du Congo depuis 2018 et est le Président du Fonds pour l’Accès et le Service Universels des Communications Électroniques (FASUCE).  
Luc Missidimbazi est également le promoteur du Salon International des Technologies et de l’Innovation d’Afrique Centrale, également connu sous le nom d'OSIANE, qu'il a fondé en 2017.   

## Biographie

### Jeunesse et débuts
Luc Missidimbazi est né à Brazzaville. En 2023, il est âgé de 51 ans. Il fait ses études primaires et secondaires au Congo. Après l'obtention de son Baccalauréat C, il quitte le Congo pour la France où il poursuit ses études supérieures en télécommunications,.
Il étudie à l’Université Paul Sabatier de Toulouse de 1995 à 1997 avant de rejoindre la faculté des sciences et technologies de à l'Université des sciences et technologies de Lille (USTL) où il obtient un master en ingénierie des télécommunications,. 

### Carrière professionnelle
Luc Missidimbazi commence sa carrière professionnelle en France. De 2006 à 2010, il occupe des postes de direction chez Alcatel en France et ECI Telecom en Israël.   
Il retourne à Brazzaville en 2011, et s'engage alors à faire entrer son pays dans l'ère numérique. Entre 2011 et 2015, Il exerce en tant que coordinateur national du projet Central African Backbone, un programme cofinancé par les pays de la Communauté économique et monétaire de l'Afrique centrale (CEMAC) et la Banque mondiale.  
Entre 2015 et 2016, il occupe la fonction de conseiller Technique au sein du Ministère des Postes et Telecommunications de la République du Congo. En 2021, il est nommé directeur des Marchés du haut débit à l'Agence de régulation des postes et des communications électroniques (ARPCE),. 
En janvier 2018, il est nommé  par le premier Ministre au poste de Conseiller, chef de département Télécommunications, Postes et Numérique de la primature de la République du Congo par le Décret n° 2018-13 du 17 janvier 2018.
Il est reconnu comme un expert dans le domaine des télécommunications et des technologies de l'information. Depuis 2024, il est Président Fonds Acces au Service Universel des Communications Électroniques (FASUCE). 

### Salon OSIANE

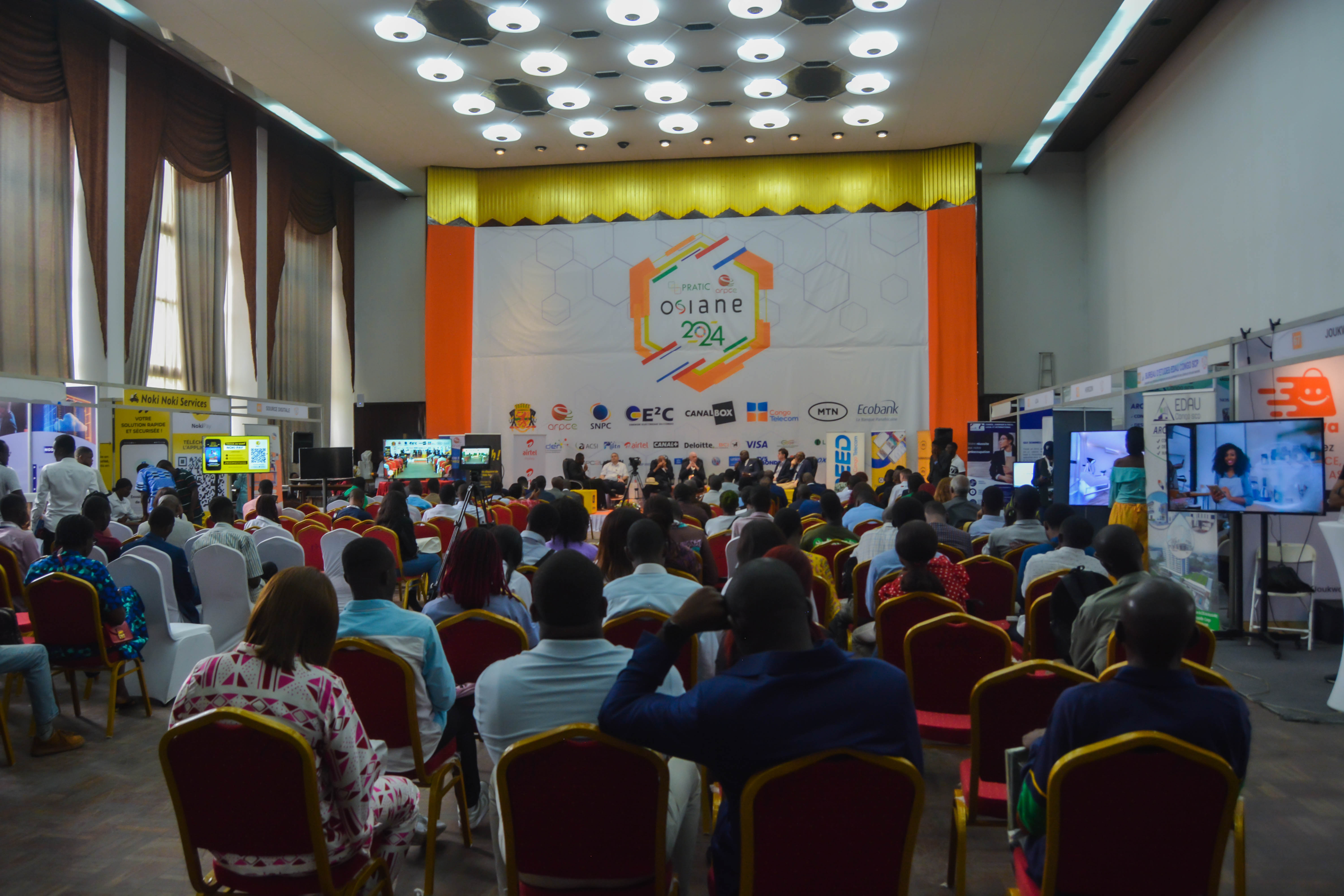
SALON OSIANE 2024 BRAZZAVILLE

En 2016, Luc Missidimbazi initie le Salon International des Technologies et de l’Innovation d’Afrique Centrale, également connu sous le nom d'OSIANE.
Cet événement réunit l'ensemble des acteurs des secteurs public, privé, institutionnel et académique, favorisant ainsi les échanges et la collaboration dans le domaine des technologies et de l'innovation en Afrique centrale,.